# Кристоф Гайзер
Кристоф Гайзер (на немски: Christoph Geiser) е швейцарски писател, автор на романи, разкази и стихотворения.

## Биография
Кристоф Гайзер израства в семейството на детски лекар и актриса. След като полага матура, изучава социология в университетите на Фрайбург и Базел. Прекъсва следването си и през 1970 г. престоява няколко месеца в затвора поради отказа си от военна служба. После работи като журналист и става съосновател на литературното списание „дреепункт“. След 1978 г. живее като писател на свободна практика в Берн.
През 1980 г. Гайзер е гост-доцент в Oberlin College в Охайо (САЩ). През 1982 г. предприема лекционно пътуване в Австралия. Понастоящем живее с редуване в Берн и Берлин.

## Творчество
Прозата и поезията на Кристоф Гайзер първоначално са повлияни от Кафка и Брехт и се занимават главно с нарушените семейни отношения. От средата на 80-те години – с разкриването си като гей – Гайзер насочва тематиката на творчеството си срещу табуизирането на хомосексуалната ориентация.
Кристоф Гайзер е член на Съюза на писателките и писателите в Швейцария, на немско-швейцарския ПЕН клуб, а също член-кореспондент на Немската академия за език и литература в Дармщат.

## Награди и отличия
- 1973: Förderpreis des Kantons Bern
- 1974: „Награда на Швейцарска Фондация „Шилер““
- 1978: Preis der Schweizerischen Schillerstiftung
- 1984: „Литературна награда на Базел“
- 1992: „Литературна награда на Берн“
- 2000: Dresdner Stadtschreiber
- 2004: Literaturpreis des Kantons Bern
- 2009: Literaturpreis des Kantons Bern
- 2014: Literaturpreis des Kantons Bern